# Konvoj
Konvoj je skupina vozil (kateregakoli tipa, toda po navadi motornih vozil ali plovil), ki potujejo skupaj zaradi medsebojne podpore. Pogosto je konvoj organiziran za oboroženo zaščito, lahko pa se konvoj uporablja tudi v nevojaške namene, na primer za vožnjo skozi nevarne oz. težko prehodne predele. Če se eno od vozil pokvari ali se ustavi, mu lahko druga vozila nudijo pomoč pri popravilu, vleki ali poskušajo najti vozilo, ki se je ločilo od ostalih. Če popravilo ni mogoče, lahko potnike oz. tovor iz pokvarjenega vozila premestijo na druge.

## Pomorski konvoji

### Obdobje jadrnic
Plovba jadrnic v konvojih je stara toliko kot zgodovina pomorskega raziskovanja. Že staroegipčanski zapisi iz časa vladavine kraljice Hačepsut (skoraj 1500 let pr. n. št) ter reliefi iz templja v Tebah v Egiptu pričajo o drznem in uspešnem potovanju egipčanskih pomorščakov v deželo Punt, na katerem je plulo več jadrnic skupaj, torej v konvoju. 
Tudi sloveči portugalski pomorščaki princa Henrika Pomorščaka (1394-1460) npr. admiral Vasco da Gama, so pri svojem odkrivanju obal Zahodne in Ekvatorialne Afrike pluli po neznanih morjih v konvojih. Krištof Kolumb je na svojem potovanju, na katerem je odkril Ameriko, plul v konvoju, v katerih so bile karavele Santa Maria, Pinta in Niña.